# NGC 5571
NGC 5571 – asteryzm składający się z czterech gwiazd, znajdujący się w gwiazdozbiorze Wolarza. Odkrył go Guillaume Bigourdan 27 maja 1886 roku.